# 硒代氢化铝锂
硒代氢化铝锂是一种配位化合物，化学式为LiAlHSeH（或写作LiAlSeH2）。它在合成中用于制备有机硒化合物。

## 制备
在氮气气氛中，将氢化铝锂的THF溶液在0°C下的硒的THF悬浊液中，原位生成LiAlHSeH的灰色溶液。
LiAlH4 + Se → LiAlSeH2 + H2↑
二硒化二吡啶和氢化铝锂反应，经过中间产物Li[Al(SePy)2H2]，得到LiAlSeH2。